# 주리 (몰타)

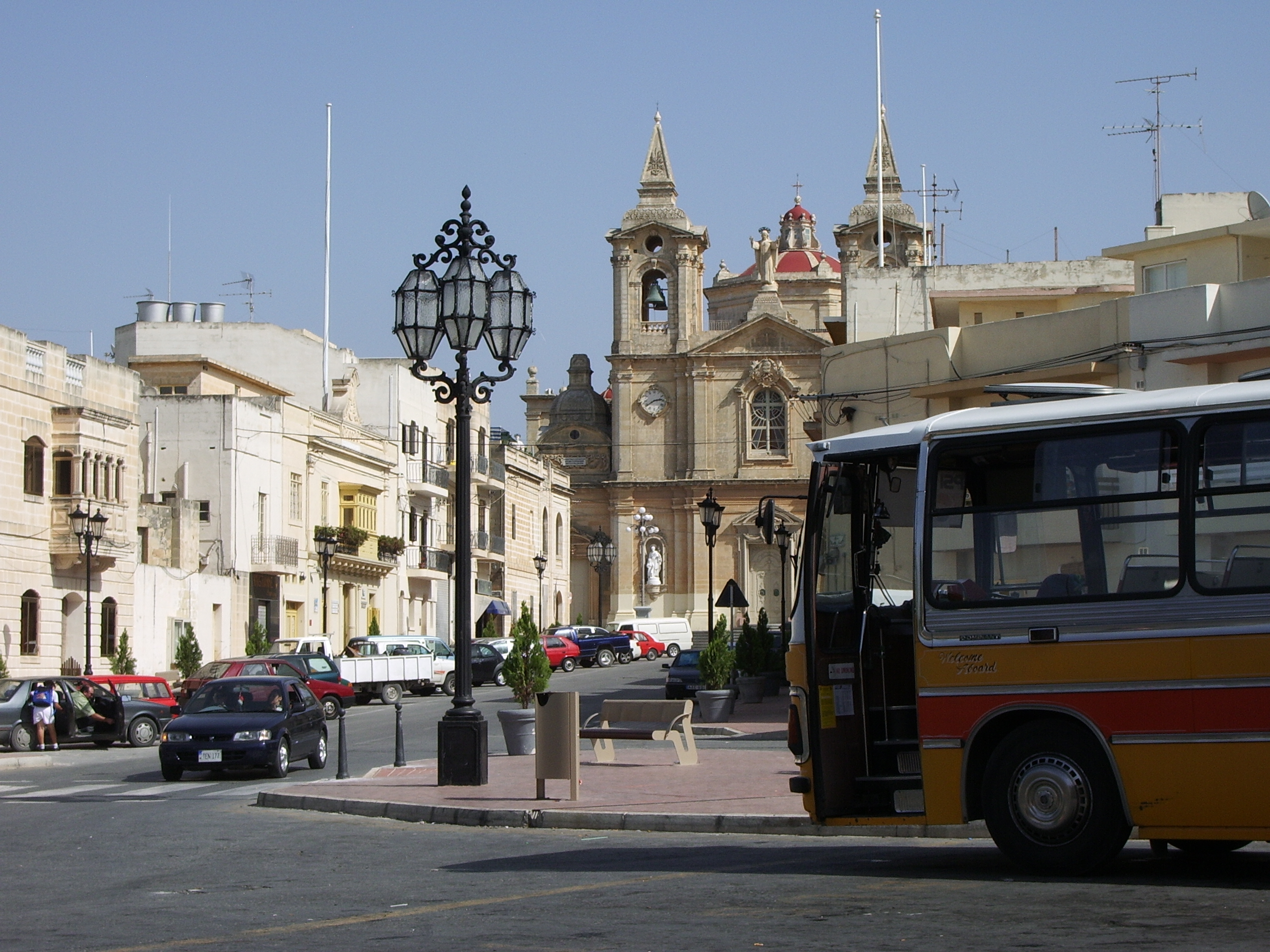
주리 시가지

주리의 위치

주리(몰타어: Żurrieq)는 몰타 남서부에 위치한 도시로 면적은 10.5 km2, 인구는 10,588명(2011년 기준), 인구 밀도는 1,789명/km2이다.

시기
시 문장